# No llores por mí, Argentina (canción)
«No llores por mí, Argentina» es una canción del grupo musical de Argentina Serú Girán, incluida originalmente en el álbum en vivo titulado No llores por mí, Argentina de 1982. Fue escrita por Charly García.Es una canción grabada única y exclusivamente para los conciertos, y nunca fue grabada en estudio.